# Ian Durrant
Ian Durrant (né le 29 octobre 1966 à Glasgow) est un joueur de football international écossais reconverti comme entraîneur. Il fait partie du Rangers FC Hall of Fame.

## Carrière en club
Sa carrière de joueur a principalement été marquée par son passage aux Rangers FC, club où il a été formé et où il reste quatorze années, juste entrecoupées par un prêt à Everton pour cinq matchs. Sa carrière aux Rangers FC est marquée par une grave blessure au genou, en octobre 1988, à la suite d'un tacle de Neil Simpson, dans un match contre Aberdeen au Pittodrie Stadium, qui l'empêche de jouer pendant presque trois ans. Il fait son retour en avril 1991, alors que la question de la poursuite de sa carrière s'était à un moment posée.
Il finit sa carrière de joueur à Kilmarnock, transféré des Rangers FC en même temps qu'Ally McCoist. Il y reste quatre ans, jouant plus de cent matchs. C'est aussi à Kilmarnock qu'il commence sa carrière d'entraîneur, prenant en charge à partir de 2002, les équipes de jeunes du club.

## Carrière d'entraîneur
Fidèle au club de son cœur, les Rangers FC, il y revient à partir de 2005 en tant qu'entraîneur des équipes de jeunes puis entraîneur-adjoint de l'équipe première, poste qu'il occupe sous la houlette de Walter Smith puis retrouvant son ancien coéquipier des Rangers FC et de Kilmarnock, Ally McCoist qui dirige l'équipe depuis mai 2011.

## Carrière internationale
Durant sa carrière, il connaît vingt sélections avec l'Écosse, se répartissant ainsi : 6 matches amicaux, 7 matches de tour préliminaire à la Coupe du monde (1 pour la Coupe du monde 1990 et 6 pour la Coupe du monde 1994), 7 matches d'éliminatoires des Championnats d'Europe (1 pour le Championnat d'Europe 1988 et 6 pour le Championnat d'Europe 2000). Il a été sélectionné la première fois, par Andy Roxburgh, le 9 septembre 1987 pour une victoire 2-0 en amical contre la Hongrie au Hampden Park de Glasgow, la dernière fois, par Craig Brown, le 30 mai 2000, pour une victoire 2-1 en amical contre l'Irlande au Lansdowne Road de Dublin, match au cours duquel il a remplacé Gary Naysmith à la 88e minute.

### Détail des sélections
| Sélection | Dates             | Stades, Villes, Pays                                 | Matchs, Compétitions                        | Résultats | Adversaires          | Titulaire/Remplaçant                                | Maillot n° |
| --------- | ----------------- | ---------------------------------------------------- | ------------------------------------------- | --------- | -------------------- | --------------------------------------------------- | ---------- |
| 1re       | 9 septembre 1987  | Hampden Park, Glasgow, Écosse                        | Match amical                                | V 2-0     | Hongrie              | Titulaire                                           | 10         |
| 2e        | 14 octobre 1987   | Hampden Park, Glasgow, Écosse                        | Éliminatoires de l'Euro 1988                | V 2-0     | Belgique             | Titulaire                                           | 10         |
| 3e        | 22 mars 1988      | Ta' Qali Stadium, Attard, Malte                      | Match amical                                | N 1-1     | Malte                | Titulaire remplacé par John Colquhoun (75e)         | 7          |
| 4e        | 27 avril 1988     | Stade Santiago-Bernabéu, Madrid, Espagne             | Match amical                                | N 0-0     | Espagne              | Titulaire                                           | 10         |
| 5e        | 14 septembre 1988 | Ullevaal Stadion, Oslo, Norvège                      | Tour préliminaire de la Coupe du monde 1990 | V 1-2     | Norvège              | remplace Roy Aitken (68e)                           | 12         |
| 6e        | 9 septembre 1992  | Stade du Wankdorf, Berne, Suisse                     | Tour préliminaire de la Coupe du monde 1994 | D 1-3     | Suisse               | remplace Brian McClair (65e)                        | 14         |
| 7e        | 14 octobre 1992   | Ibrox Stadium, Glasgow, Écosse                       | Tour préliminaire de la Coupe du monde 1994 | N 0-0     | Portugal             | remplace John Collins (71e)                         | 14         |
| 8e        | 18 novembre 1992  | Ibrox Stadium, Glasgow, Écosse                       | Tour préliminaire de la Coupe du monde 1994 | N 0-0     | Italie               | Titulaire remplacé par John Neilson Robertson (88e) | 10         |
| 9e        | 28 avril 1993     | Estádio da Luz, Lisbonne, Portugal                   | Tour préliminaire de la Coupe du monde 1994 | D 0-5     | Portugal             | remplace John Collins (75e)                         | 15         |
| 10e       | 13 octobre 1993   | Stade olympique de Rome, Rome, Italie                | Tour préliminaire de la Coupe du monde 1994 | D 1-3     | Italie               | remplace Eoin Jess (46e)                            | 16         |
| 11e       | 17 novembre 1993  | Ta' Qali Stadium, Attard, Malte                      | Tour préliminaire de la Coupe du monde 1994 | V 2-0     | Malte                | Titulaire remplacé par Tom Boyd (68e)               | 4          |
| 12e       | 10 octobre 1998   | Tynecastle Stadium, Édimbourg, Écosse                | Éliminatoires de l'Euro 2000                | V 3-2     | Estonie              | Titulaire                                           | 10         |
| 13e       | 14 octobre 1998   | Pittodrie Stadium, Aberdeen, Écosse                  | Éliminatoires de l'Euro 2000                | V 2-1     | Îles Féroé           | remplace Billy McKinlay (45e)                       | 14         |
| 14e       | 28 avril 1999     | Weserstadion, Brême, Allemagne                       | Match amical                                | V 1-0     | Allemagne            | Titulaire remplacé par Robbie Winters (72e)         | 9          |
| 15e       | 5 juin 1999       | Svangaskard, Toftir, Îles Féroé                      | Éliminatoires de l'Euro 2000                | N 1-1     | Îles Féroé           | Titulaire remplacé par Colin Cameron (45e)          | 10         |
| 16e       | 9 juin 1999       | Stadion Letná, Prague, République tchèque            | Éliminatoires de l'Euro 2000                | D 2-3     | Tchéquie             | Titulaire remplacé par Eoin Jess (70e)              | 10         |
| 17e       | 4 septembre 1999  | Stade Olympique Koševo, Sarajevo, Bosnie-Herzégovine | Éliminatoires de l'Euro 2000                | V 2-1     | Bosnie-Herzégovine   | remplace Barry Ferguson (69e)                       | 16         |
| 18e       | 8 septembre 1999  | Stade de Kadriorg, Tallinn, Estonie                  | Éliminatoires de l'Euro 2000                | N 0-0     | Estonie              | Titulaire remplacé par Barry Ferguson (65e)         | 6          |
| 19e       | 26 avril 2000     | Gelredome, Arnhem, Pays-Bas                          | Match amical                                | N 0-0     | Pays-Bas             | remplace Craig Burley (46e)                         | 15         |
| 20e       | 30 mai 2000       | Lansdowne Road, Dublin, Irlande                      | Match amical                                | V 1-2     | République d'Irlande | remplace Gary Naysmith (88e)                        | 15         |

## Palmarès
- avec les Rangers FC :
  - Champion d'Écosse : 10 (1986-1987, 1988-1989, 1989-1990, 1990-1991, 1991-1992, 1992-1993, 1993-1994, 1994-1995, 1995-1996, 1996-1997)
  - Coupe d'Écosse : 3 (1991-1992, 1992-1993, 1995-1996)
- avec Everton :
  - FA Cup : 1 (1994-1995)